# Hipertropia

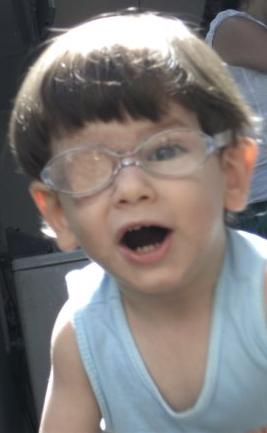
Tampar o olho saudável algumas horas por dia é útil para fortalecer os músculos do olho debilitado e evitar visão dupla e um desenvolvimento anormal da visão.

Hipertropia (grego antigo para "elevado giro") é um tipo de desalinhamento vertical dos olhos, estrabismo, em que o eixo visual de um olho é mais elevado do que o olho de fixação. A hipotrofia é a condição similar, em que foco de um olho possui o eixo visual mais baixo do que o olho fixador.
O desvio vertical dissociado é um tipo particular de hipertropia caracterizado por uma tendência de subida lenta, latente, de um dos dois olhos enquanto o paciente está desatento.

## Causas
Uma isquemia, tumor ou trauma pode lesionar músculo ou nervos envolvidos no movimento de elevação ou descenso dos olhos.  As possíveis causas de hipertropia incluem:
- Paralisia do músculo oblíquo superior
- Paralisia congênita do quarto par craneal
- Sobre-estimulação do músculo oblíquo inferior
- Síndrome de Brown
- Síndrome de Duane
- Paralisia ou paresia do músculo elevador do olho
- Fibrose do músculo reto por Doença de Graves
- Trauma cirúrgico dos músculos verticais

## Tratamento
Como o de outros tipos de estrabismos. Dependendo do caso individual, as opções de tratamento incluem:
- Correção de erros de refração por óculos
- Terapia com prisma (se tolerada, para gerenciar diplopia)
- Tampar o olho saudável algumas horas por dia (principalmente para evitar ambliopia e diplopia)
- Injeção de toxina botulínica
- Correção cirúrgica de defeitos anatômicos